# Нения
Нения Деа (лат.: Nenia Dea; редко Naenia) была древним погребальным божеством Рима, святилище которого находилось за пределами Виминальских ворот. Культ Нении, несомненно, очень древний, но, по словам Георга Виссовы, местонахождение святыни Нении (sacellum) за пределами центра раннего Рима указывает на то, что она не принадлежала к самому раннему кругу римских божеств. Согласно другому толкованию, её святыня находилась за пределами старых городских стен, потому что это было обычаем для всех богов, связанных со смертью или умиранием.

## Богиня римского погребального плача
Нения делит своё имя с понятием nenia, которое могло иметь значение carmen funebre («панихида»), поэтому Марк Теренций Варрон считал Нения Деа олицетворением защитной силы погребального причитания. Таким образом она была богиней, связанной также с концом жизни человека.
Арнобий помещает людей, близких к смерти, под опеку Нении. Хотя на произведения Арнобия в основном повлиял Корнелий Лабео, идентификация Нении как богини человеческой скоротечности здесь также предполагает варронское происхождение. Неясно, ссылался ли Тертуллиан на Нению Деа, когда писал о «самой богине смерти». Было ли поклонение Нении самой частью последних обрядов, также неизвестно. Тем не менее Луций Афраний явно связывает термин nenia (то есть похоронная песня) с её культом.

## Другие гипотезы
Хеллер отвергает статус Нении как погребального божества и делает предположение о её изначальной природе богини «детской игры». Ограничительный акцент Хеллера на нении как на «звоне» или «игрушке», однако, был опровергнут, так как сам Хеллер предоставил достаточные источники информации о погребальном характере, хотя и не принимал этот факт во внимание.
В любом случае, даже ошибочное толкование Хеллером термина nenia в принципе может быть применимо к римским погребальным обычаям, потому что смерть также рассматривалась как возрождение в загробной жизни. Лукреций явно связывает похоронные причитания с «воплем, который дети поднимают при первом взгляде на берега света». Кроме того, у панихид иногда могли быть параллельные колыбельные, которые матери поют своим детям, так как некоторые neniae были спеты успокаивающим голосом. Тем не менее этот источник и другие источники о нении в качестве колыбельной не относятся конкретно к панихидам, но в целом относятся к нении. Помимо плача о том, чтобы отразить гибель, характер Нении, возможно, включал в себя некоторые из гипотетических философий, например, плач о перерождении, но, поскольку источники молчат о самой богине, эти взгляды на Нению Деа остаются спекуляцией.